# 王枕華
王枕華（1906年9月4日—1997年8月2日），別字德原，內蒙古人，中華民國政治人物，曾任監察委員。